# Condado de Eshtehard
Condado de Eshtehard (en persa: شهرستان اشتهارد‎) es un condado de la provincia de Elburz, Irán. La capital del condado es Eshtehard. En el censo de 2006, su población era de 23,601. El condado se subdivide en dos distritos: El Distrito Central y Distrito de Palangabad. El Condado tiene una ciudad: Eshtehard. El condado fue separado del condado Karaj en 2012.